# Astronomsko brojenje godina
Astronomsko brojenje godina temelji se na brojenju godina poslije Krista / naše ere, no strože slijedi normalno dekadsko cjelobrojno brojenje. S tim u skladu ono sadrži godinu 0 (nulu) dok su prethodne godine označene negativnim brojevima, a sljedeće godine pozitivnim brojevima. Astronomi rabe julijanski kalendar za godine prije 1582., uključujući ovdje godinu 0, a za godine poslije 1582. rabe gregorijanski kalendar kao što su to oprimjerili Jacques Cassini (1740.), Simon Newcomb (1898.) i Fred Espenak (2007.).
Prefiks AD i sufiksi CE, BC ili BCE (engl. Common Era: naša era, engl. Before Christ: prije Krista, engl. Before Common Era: prije naše ere) izostavljaju se. Godina 1. pr. Kr. / pr. n. e. broji se kao 0 (nula), godina 2. pr. Kr. broji se kao −1 (minus jedan), a općenito se godina n. (n-ta) pr. Kr. / pr. n. e. broji kao "−(n − 1)" (negativni je broj jednak 1 − n). Brojevi godina po. Kr. / n. e. ne mijenjaju se i zapisuju se bez ikakva (pred)znaka ili s pozitivnim predznakom; stoga se općenito može napisati da je n. (n-ta) po. Kr. / n. e. jednostavno n ili +n. Za normalno računanje često je potreban broj nula pri čemu je njezin značaj najistaknutiji pri računanju broja godina u periodu koji nadilazi epohu; završne godine dovoljno je samo oduzeti jednu od druge.
Sustav je tako imenovan zbog svoje uporabe u astronomiji. Nekoliko drugih disciplina izuzevši povijest bavi se vremenom prije 1. godine, a među tim su iznimkama dendrokronologija, arheologija i geologija pri čemu potonje dvije rabe godine prije sadašnjosti. Premda se apsolutne numeričke vrijednosti astronomskih i povijesnih godina razlikuju samo za jednu godinu prije 1. godine, ova je razlika kritična kada se računaju astronomski događaji poput pomrčina ili planetarnih konjunkcija radi određivanja povijesnih događaja koji spominju njihovo zbivanje.

## Uporaba godine 0 (nule)
U svojim Rudolfinskim tablicama (1627.) Johannes Kepler rabio je prototip godine nule koju je naznačio s Christi (Kristova) između godina označenih ante Christum (prije Krista) i post Christum (poslije Krista) na tablicama srednjeg gibanja Sunca, Mjeseca, Saturna, Jupitera, Marsa, Venere i Merkura. Poslije je 1702. godine francuski astronom Philippe de la Hire rabio godinu naznačenu s Christum 0 pri kraju godina označenih s ante Christum (pr. Kr.) a neposredno prije godina označenih s post Christum (po. Kr.) na stranicama srednjeg gibanja u svojem djelu Tabulæ Astronomicæ, dodavši time oznaku 0 Keplerovu Christi. Naposljetku je 1740. godine francuski astronom Jacques Cassini (Cassini II), kojem se tradicionalno pripisuje invencija godine nule, dovršio ovu tranziciju u svojem djelu Tables astronomiques tako što je jednostavno označio ovu godinu 0, postavivši je na svršetak julijanskih godina označenih s avant Jesus-Christ (prije Isusa Krista ili pr. Kr.) i neposredno prije julijanskih godina označenih s après Jesus-Christ (poslije Isusa Krista ili po. Kr.).
Cassini je dao sljedeće razloge za uporabu godine 0:

Godina 0 (nula) jest ona u kojoj netko pretpostavlja da je Isus Krist bio rođen, koju nekolicina kronologa označava s 1. prije rođenja Isusa Krista a koju mi bilježimo s 0 (nulom) tako da zbroj godina prije i poslije Isusa Krista daje interval između tih godina, i gdje brojevi djeljivi s 4 označuju prijestupne godine koliko prije toliko i poslije Isusa Krista.
—Jacques Cassini

Fred Espanak iz NASA-e popisuje 50 faza Mjeseca u godini 0 (nuli), pokazavši da se radi o cjelovitoj godini, a ne trenutku u vremenu.
 Jean Meeus daje sljedeće objašnjenje:

Postoji neslaganje između astronoma i povjesničara o tome kako brojiti godine koje prethode 1. godini. U [Astronomskim algoritmima] godine 'pr. Kr.' brojene su astronomski. Stoga je godina koja prethodi +1 godina nula, a godina koja prethodi njoj je godina −1. Godina koju povjesničari zovu 585. pr. Kr. ustvari je godina −584. Astronomsko brojenje negativnih godina jedino je prikladno u aritmetičku svrhu. Na primjer, u povijesnoj praksi brojenja pravilo djeljivosti s 4 otkriva da julijanske prijestupne godine više ne postoje; njihove su vrijednosti zaista 1., 5., 9., 13.... pr. Kr. U astronomskom su pak nizu ove prijestupne godine zvane 0, −4, −8, −12... i pravilo djeljivosti s 4 ostaje očuvano.
—Jean Meeus

## Označene godine bez godine 0 (nule)
Iako je drugdje u svojoj knjizi rabio uobičajene francuske nazive "avant J.-C." (prije Isusa Krista) i "après J.-C." (poslije Isusa Krista) za označivanje godina, bizantski povjesničar Venance Grumel rabio je negativne godine (identificirane znakom minusa, −) radi obilježavanja godina pr. Kr., a neoznačene pozitivne godine radi obilježavanja godina poslije Krista u tablici, vjerojatno da uštedi prostora, bez godine 0 između njih.
Verzija 1.0 jezika XML Schema, često rabljena za opisivanje podataka razmijenjenih između računala u XML-u, uključuje ugrađene primitivne podatkovne tipove date i dateTime. Iako se oni definiraju u pojmovima ISO-a 8601 koji rabi proleptički gregorijanski kalendar i stoga bi morali uključivati godinu 0, specifikacija XML Scheme navodi da ne postoji nulta godina. Verzija 1.1 definirajuće preporuke iznova je poravnala specifikaciju s ISO-om 8601 uključivši nultu godinu unatoč problemima koji nastaju zbog nedostatka kompatibilnosti s ranijim verzijama.

## Više informacija
- ISO 8601
- astronomska kronologija